# 黃逸祥
黃逸祥（1988年10月7日—），臺灣男藝人。

## 演藝生涯
從大學生了沒節目班出道，後在全民最大黨與瘋神無雙節目走紅。擅長模仿動漫人物和搞笑表演，如火影忍者中宇智波一族創立的火遁（包括完整手印）與藝人郭子乾的華西街夜市現場殺蛇叫賣表演等。也參與校園偶像劇機智校園生活的演出。

## 主持
- 校園大人物
- 來自星星的事（2014-2016年，助理主持）

## 固定演出
- 瘋神無雙（2012-2020年）
- 金牌調查局（2014年，節目內情景短劇演出）
- 全民最大黨（2009-2010年）
- 大學生了沒（2008-2009年，2011-2012年）

## 演出作品

### 電影
- 那些年，我們一起追的女孩
- 星月無盡
- 逆光飛翔
- 等一個人咖啡
- 缺角一族
- 萌學園:尋找磐古
- 大顯神威

### 電視劇／網路劇
- 在愛之外
- 王牌辯護人
- 機智校園生活
- 機智校園生活-青春萬歲
- 機智校園生活-必勝高三生
- 機智校園生活-青春向前衝
- 加油喜事
- 機智職場生活
- 完全省錢戀愛手冊
- 寶島西米樂

### 舞台劇
- 全民大劇團《瘋狂有限公司》（2011年1月7-16日）
- 故事工廠《男言之隱》（2024年）

### 網路影片
- PMAM（客串）
- PMAM之美好偵探社（客串）

## 外部連結
- 黃逸祥的Facebook專頁
- 黃逸祥的Instagram帳戶
- YouTube上的黃逸祥頻道
- 黃逸祥的TikTok